# Orthotomus sericeus
El sastrecillo colirrufo (Orthotomus sericeus) es una especie de ave paseriforme de la familia endémica Cisticolidae propia del sureste asiático.

## Distribución y hábitat
Se la encuentra en la península malaya, Sumatra, Borneo e islas menores aledañas, distribuido por Brunéi, Indonesia, Malasia, extremo sur de Birmania, Palawan (Filipinas), Singapur y Tailandia. Su hábitat natural son los bosques húmedos tropicales y los manglares tropicales.